# Isoperla berthelemyi
Isoperla berthelemyi is een steenvlieg uit de familie Perlodidae. De wetenschappelijke naam van de soort is voor het eerst geldig gepubliceerd in 2002 door Sivec & Dia.